# Mīān Rostāq
Mīān Rostāq (persiska: ميان رستاق, ميّان رُستاق, مِيان رِستاق) är en ort i Iran.   Den ligger i provinsen Golestan, i den norra delen av landet, 300 km öster om huvudstaden Teheran. Mīān Rostāq ligger 1 213 meter över havet och antalet invånare är 162.
Terrängen runt Mīān Rostāq är huvudsakligen bergig, men åt nordost är den kuperad. Runt Mīān Rostāq är det mycket glesbefolkat, med 5 invånare per kvadratkilometer. Närmaste större samhälle är ‘Alīābād-e Katūl, 17,4 km nordväst om Mīān Rostāq. I omgivningarna runt Mīān Rostāq växer i huvudsak blandskog.